# بخش کرور
بخش کرور (به انگلیسی: Karur district) یک بخش در هند است که در تامیل نادو واقع شده‌است. بخش کرور ۲٬۸۵۶ کیلومتر مربع مساحت و ۱٬۰۷۶٬۵۸۸ نفر جمعیت دارد.